# Kybernetické války vedené Čínou
Kybernetická válka vedená Čínou je souhrnem všech bojových aktivit v kyberprostoru, které orgány Čínské lidové republiky, včetně přidružených skupin pokročilých trvalých hrozeb, vedou proti jiným zemím.

## Oddělení síťových systémů
- PLA Unit 61398 (známá také jako APT 1, Comment Crew, Comment Panda, GIF89a, a Byzantine Candor) (čínsky: 61398部队) je krycí označení vojenské jednotky (MUCD).[1]
- PLA Unit 61486 (Putter Panda) (čínsky: 中國人民解放軍61486部隊)[2]
- Unit 61726 (Sixth Bureau) (čínsky: 中國人民解放軍61726部隊)
- Unit 61786 (Eighth Bureau) (čínsky: 中国人民解放军61786部队)
- NSD 56th Research Institute (čínsky: 第56研究所) (Jiangnan Institute of Computing Technology)
- NSD 58th Research Institute (čínsky: 中国人民解放军战略支援部队第五十八研究所)
- PLA 316th Hospital (čínsky: 中国人民解放军第三一六医院)[3]

V roce 2017 Foreign Policy (Zahraniční politika) uvedla odhadovaný počet zaměstnanců čínské "hackerské armády" v rozmezí od 50 000 do 100 000 osob.
V reakci na tvrzení, že čínské univerzity, podniky a politici jsou od roku 2009 předmětem kybernetické špionáže ze strany Národní bezpečnostní agentury Spojených států   ,oznámila v květnu 2011 PLA vytvoření kybernetické bezpečnostní jednotky na obranu vlastních sítí.

## Obvinění ze špionáže a kybernetických útoků

### Austrálie
V květnu 2013, bylo ABC News prohlášeno, že Čína ukradla plány ústředí Australské bezpečnostní zpravodajské organizace.

### Kanada
Představitelé kanadské vlády tvrdili, že čínští hackeři počátkem roku 2011 napadli několik oddělení federální vlády, čínská vláda však svou účast popřela. V roce 2014 kanadský ředitel pro informace prohlásil, že čínští hackeři napadli počítačové systémy v rámci Národní rady pro výzkum.

### Indie
Představitelé indické vlády se domnívají, že útoky na indické vládní sítě, jako byl například útok na indickou Národní bezpečnostní radu, pocházejí z Číny. Podle indické vlády jsou čínští hackeři experty na provozování botnetů, z nichž byly tyto útoky použity. Kromě toho bylo hlášeno množství dalších případů čínských kybernetických útoků na indický kyberprostor. 

### Japonsko
V dubnu 2021 Japonsko prohlásilo, že čínská armáda nařídila kybernetické útoky na přibližně 200 japonských společností a výzkumných ústavů, včetně JAXA.

### Spojené státy
Spojené státy americké obvinily Čínu z kybernetických útoků, jejichž cílem byly sítě důležitých amerických vojenských, obchodních, výzkumných a průmyslových organizací. Poradní skupina Kongresu prohlásila, že Čína je „největším rizikem pro bezpečnost amerických technologií“ a že „došlo k výraznému nárůstu kybernetických vniknutí pocházejících z Číny a zaměřených na americké vládní a obranné počítačové systémy“.   
V lednu 2010 společnost Google oznámila cílené útoky na svou firemní infrastrukturu pocházející z Číny, „které vedly ke krádeži duševního vlastnictví společnosti Googlu“. Při útoku na systém hesel společnosti Google byly ohroženy účty Gmail patřící dvěma aktivistům za lidská práva. Američtí bezpečnostní experti spojili útok na Google s různými dalšími politickými a podnikovými špionážními snahami pocházejícími z Číny, které zahrnovaly špionáž proti vojenským, obchodním, výzkumným a průmyslovým společnostem. Představitelé Obamovy administrativy označili tyto kybernetické útoky za „stále závažnější kybernetickou hrozbu pro kritická průmyslová odvětví USA“.
Kromě společnosti Google bylo napadeno nejméně 34 dalších společností. Mezi hlášené případy patří Northrop Grumman, Symantec, Yahoo, Dow Chemical a Adobe Systems. Kybernetická špionáž byla zaměřena jak na komerční, tak na vojenské zájmy.
Diplomatické zprávy zdůrazňují obavy USA, že Čína využívá svého přístupu ke zdrojovému kódu Microsoftu k posílení svých útočných a obranných schopností.
Řada soukromých firem zabývajících se počítačovou bezpečností uvedla, že má stále více důkazů o kybernetické špionáži pocházející z Číny, včetně „Comment Group“.
Čína popřela obvinění z kybernetické války a obvinila Spojené státy, že proti ní vedou kybernetickou válku, což Spojené státy popírají.   
V březnu 2013 pokračovala jednání na vysoké úrovni.
V květnu 2014 Velká federální porota ve Spojených státech obvinila pět důstojníků jednotky PLA 61398 z krádeže důvěrných obchodních informací od amerických obchodních firem a z instalace malwaru (škodlivý program) do jejich počítačů. 
V září 2014 bylo odhaleno Senátním výborem pro ozbrojené složky, že hackeři napojeni na čínskou vládu se dopouštěli různých průniků do počítačových systémů amerických leteckých společností, technologických firem a dalších dodavatelů, podílejících se na přesunech amerických vojáků a vojenského vybavení, a v říjnu 2014 FBI dodala, že hackeři, o kterých se domnívali, že jsou podporováni čínskou vládou, nedávno zahájili útoky na americké společnosti.
V roce 2015 Americký Úřad pro personální management (OPM) oznámil, že se stal terčem úniku dat, který se týkal záznamů až 21,5 milionu lidí. Deník The Washington Post s odvoláním na nejmenované vládní představitele uvedl, že útok pocházel z Číny. Ředitel FBI James Comey vysvětlil, že: „Z hlediska národní bezpečnosti a kontrarozvědky jde o velmi závažnou věc. Je to pokladnice informací o každém, kdo pracoval, snažil se pracovat nebo pracuje pro vládu Spojených států.“ 
Roku 2019 studie ukázala pokračující útoky na americké námořnictvo a jeho průmyslové partnery.
V únoru 2020 obvinila americká federální porota čtyři příslušníky Čínské lidové osvobozenecké armády z hackerského útoku na společnost Equifax v roce 2017. Oficiální účet FBI na Twitteru uvedl, že sehráli roli v „jedné z největších krádeží osobních údajů státem sponzorovanými hackery, která kdy byla zaznamenána" a týkala se „145 milionů Američanů".
Hlas Ameriky (multimediální zpravodajská společnost) v dubnu 2020 uvedl, že „americké zpravodajské agentury dospěly k závěru, že čínští hackeři zasahovali do voleb v roce 2016 i 2018“ a také, že „se již objevily známky toho, že hackeři spříznění s Čínou se zapojili do takzvaných „spear-phishingových“ útoků na americké politické cíle“ před volbami ve Spojených státech v roce 2020.
V březnu 2021 zveřejnila zpravodajská komunita Spojených států analýzu, podle níž Čína zvažovala vměšování se do voleb, ale nakonec se rozhodla neriskovat, kvůli obavám ze selhání.
V dubnu 2021 společnost FireEye uvedla, že podezřelí čínští hackeři použili Zero day útok na zařízení Pulse Connect Secure, tzv. vpn zařízení (služba chránící osobní údaje a soukromí online), aby špehovali desítky vládních, obranných a finančních cílů v USA a Evropě.   

### Tchaj-wan
Porovnáme-li dnes polovodičový průmysl v pevninské Číně a na Tchaj-wanu, je Tchaj-wan z hlediska celkové konkurenceschopnosti na prvním místě. Dne 6. srpna 2020 zveřejnil časopis Wired zprávu, v níž se uvádí, že „Tchaj-wan po celou dobu své existence čelí existenčnímu konfliktu s Čínou a již léta je terčem útoků čínských státem sponzorovaných hackerů. Vyšetřování jedné tchajwanské bezpečnostní firmy však odhalilo, jak hluboko dokázala jediná skupina čínských hackerů proniknout do odvětví, které je jádrem tchajwanské ekonomiky, a vyplenit prakticky celý polovodičový průmysl.“

### Ukrajina
V dubnu 2022 deník The Times informoval, že několik dní před začátkem ruské invaze na Ukrajinu v roce 2022 podnikla kybernetická jednotka Lidové osvobozenecké armády kybernetické útoky na stovky ukrajinských vládních stránek, jak uvedli představitelé Bezpečnostní služby Ukrajiny. 

### Vatikán
V červenci 2020 bylo oznámeno, že čínští státem sponzorovaní hackeři působící pod názvem RedDelta se nabourali do počítačové sítě Vatikánu před jednáním mezi Čínou a Vatikánem.

## IP hijacking (únos)
Během 18 minut dne 8. dubna 2010 inzerovala státní společnost China Telecom chybné síťové trasy, které nařizovaly, aby "obrovské objemy" amerického a jiného zahraničního internetového provozu procházely přes čínské servery. Mluvčí amerického ministerstva obrany řekl, že neví, zda „jsme zjistili, jestli tento konkrétní incident byl proveden s nějakým zlým úmyslem, nebo ne". Avšak China Telecom popřela obvinění, že "unesla" americký internetový provoz.